# Apremont, Ardennes
Apremont là một xã ở tỉnh Ardennes, thuộc vùng Grand Est ở phía bắc nước Pháp.

## Dân số
| 1962 | 1968 | 1975 | 1982 | 1990 | 1999 |
| ---- | ---- | ---- | ---- | ---- | ---- |
| 193  | 207  | 165  | 145  | 109  | 118  |